# موسيو

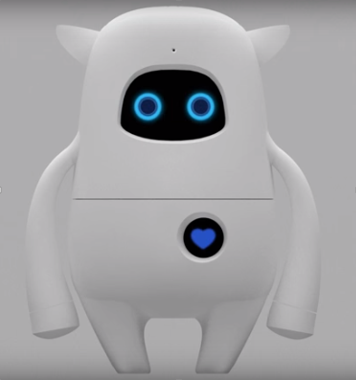
موسيو

موسيو، روبوت اجتماعي من تصميم شركة إيه كيه إيه للذكاء الاصطناعي. يحصل الروبوت على طاقته من موسي، نظام اتصالات خاص بالشركة عبارة عن محرك كم عميق قائم على التعلم الذاتي باستخدام خوارزميات تعلم متعمق. يستطيع موسيو التواصل مع الأشخاص وخلق حديث معهم وفهم تعبيرات الأوجه.
يمتلك موسيو محركها العاطفي الخاص، مما يتيح لها القدرة على إظهار تعبيرات وجه مختلفة عن التحدث مع شحص ما وتغير لون الوجه ونغمة الصوت وفقا للموقف. في حالة وجود أكثر من مستخدم للروبوت يكون التفاعل بين كلا منهم مختلف وفقا لشخصية كلا منهم والمواضيع التي تمت مناقشتها سابقا والحالة العاطفية لكل منهم.

## العرض
في مايو 2015، تم تقديم موسيو للمرة الأولى للعالم من خلال موقع التمويل الجماعي العالمي انديجوجو وحقق نجاحا كبيرا حيث استطاع جمع 201% من التمويل المطلوب بزايده قدرت بحوالي 100,000 دولار.

## موسي
موسي هو محرك كمومي يعتمد على الذكاء الاصطناعي وقائم على التعلم العميق للتواصل حيث يحاول فهم المستخدم إما عبر اللغة النصية أو الشفوية أو حتى الإيماءات وتعبيرات الوجه. تتيح هذه التقنية التواصل مع المستخدم ككل وليس كبيانات منفصلة. المحرك متصل بنظام قائم على العلوم العصبية للتفاعل مع الهيكل وإصدار الأوامر إلى أجزاءه بعد حصوله على نتائج إحصائية من تحليله للبيانات القادمة.

## صوفي
صوفي هو الروبوت المصاحب لموسيو الذي يسمح لموسيو بالتفاعل مع مواد الدراسة المختلفة. باستخدام جهاز استشعار ليد بصري (OID)، تستطيع صوفي «قراءة» المعلومات وإرسالها إلى الروبوت باستخدام بلوتوث منخفض الطاقة.

## الغرض
موسيو هو روبوت اجتماعي للأغراض التعليمية، وخاصة لمساعدة الأشخاص الذين يرغبون في تحسين قدراتهم على التحدث باللغة الإنجليزية. بمساعدة تقنيه الواي فاي، يستطيع الروبوت التحدث بحرية حول مواضيع مختلفة مع أشخاص مختلفة كما يمكنه طرح مجموعة كاملة من الأسئلة وتذكر المناقشات السابقه بل واستخدام قدرات الاستدلال. وبمساعدة صوفي- الروبوت المصاحب- يستطيع الروبوت فحص النطق وتصحيح القواعد لغير متحدثي الإنجليزية.
| موسيو                  | موسيو                                                          |
| ---------------------- | -------------------------------------------------------------- |
| الأبعاد                | الارتفاع: 218 مم، العمق: 83 مم، الوزن: 174 مم، الوزن: 850 جرام |
| وحدة المعالجة المركزية | ARM رباعي النواه                                               |
| البطارية               | 10800 ملي أمبير-ساعة (2700ملي أمبير-ساعة بطارية ليثيوم 4EA)    |
| العرض                  | 5.5" Color TFT-LCD 1080x1920 (FHD)                             |
| SPK                    | المقنن 1.0 وات / الأقصى 1.2 وات                                |
| برنامج                 | أندرويد 5.1.1                                                  |
| الشبكة                 | واي فاي 802.11 b/g/n BT 4.0 LTE B1(2.1 GHz band)               |

## وصلات خارجية
- الموقع الرسمي.